# Teleferik, Balçova
Teleferik là một xã thuộc huyện Balçova, tỉnh İzmir, Thổ Nhĩ Kỳ.